# Naxos Records
Naxos Records è una etichetta discografica specializzata in musica classica.

## Storia
Fondata nel 1987 dal tedesco, naturalizzato di Hong Kong, Klaus Heymann, l'etichetta era nota in origine soprattutto per la sua attenzione verso un profilo economico di risparmio rispetto ad altre sue concorrenti. Ciò comportava l'impiego di semplici soluzioni grafiche per le copertine e del prodotto discografico nel suo complesso. Durante gli anni ottanta la Naxos era solita registrare principalmente con orchestre sinfoniche dell'Europa centrale ed orientale e con direttori d'orchestra poco conosciuti al fine di minimizzare i costi di registrazione e mantenere sempre un profilo economico di risparmio.
La Naxos ha progressivamente inaugurato nel corso del tempo numerose serie di dischi musica classica come, a titolo d'esempio: Opera Classics (per l'opera lirica), Early Music Collection (per la musica antica), Organ Encyclopedia (per la musica per organo), Guitar Collection (per la musica per chitarra), Film Music Classics (per le colonne sonore cinematografiche), American Classics (per la musica americana), Spanish Classics (per la musica spagnola), Chinese Music (per la musica cinese), Japanese Classics (per la musica giapponese), Milken Archive of American Jewish Music, Wind Band Classics (per la musica per banda).
Dagli anni novanta la Naxos ha registrato con orchestre inglesi e nord americane come l'Orchestra Sinfonica di Bournemouth, l'Orchestra Sinfonica di Seattle, la Orchestra Filarmonica di Buffalo e l'Orchestra Sinfonica di Milwaukee. Tra le orchestre europee spicca l'Orchestra Filarmonica di Varsavia. Nell'ambito della musica contemporanea ha registrato musica di compositori quali Krzysztof Penderecki, Witold Lutosławski, Henryk Górecki, Leonardo Balada, Bechara El Khoury, Laurent Petitgirard e Alla Pavlova.
In anni più recenti la Naxos ha approfittato del termine legale dei copyright delle incisioni discografiche di altre etichette del passato per produrre delle edizioni rimasterizzate delle stesse all'interno di una specifica collana: la Naxos Historical. Qui troviamo rimasterizzazioni di dischi originali dell'epoca di etichette quali, ad esempio, Columbia, HMV, EMI, ed artisti come Maria Callas, Artur Schnabel, Edwin Fischer, Pablo Casals, Bruno Walter, Wilhelm Furtwängler, Malcolm Sargent ed Herbert von Karajan. Sono presenti incisioni storiche come la prima esecuzione mondiale del 1934 dell'opera The Merry Mount di Howard Hanson e della Cavalleria Rusticana diretta dallo stesso Pietro Mascagni nel 1940 al Teatro alla Scala di Milano. A causa di alcune restrizioni legali la Naxos non può vendere molte di queste sue produzioni negli Stati Uniti.
La Naxos ha poi creato altre sottoetichette dedicate ad altri generi musicali: al jazz, alla world Music, alle leggende del rock e alla musica cinese. La collana "Naxos Spoken Word Library" contiene invece prodotti non prettamente musicali come audiolibri e serial radiofonici.
I formati prodotti, oltre al tradizionale CD, sono anche il Super Audio CD e i video in DVD-Video. Nel 2003 ha iniziato il servizio a pagamento per l'ascolto su internet del suo catalogo completo e della Naxos Music Library. Dal 2009 l'etichetta distribuisce dischi blu-ray, web radio e musica anche in formato digitale.

### Modello di business
La Naxos evita la ridondanza del repertorio all'interno del proprio catalogo, privilegiando piuttosto la pubblicazione di dischi di autori minori o dei quali non esistono incisioni discografiche. Per questo motivo il suo repertorio classico si è ampliato sempre più nel tempo fino ad arrivare ad includere lavori "di nicchia" come le sinfonie di Nikolai Myaskovsky, musica classica contemporanea e lavori poco conosciuti di compositori come Alexander Glazunov e Louis Spohr. Molte di queste incisioni sono prime registrazioni mondiali.

### Riconoscimenti
Nel 2005 la Naxos ha vinto il premio Label of the Year Award al Classic FM/Gramophone Award.

## Sottoetichette
- Naxos Classical Archives
- Naxos Educational
- Naxos Historical
- Naxos Jazz
- Naxos Jazz Legends
- Naxos Nostalgia
- Naxos Portara
- Naxos Rock Legends
- Naxos World
- Amadis
- Marco Polo
- Middle Kingdom
- Yellow River Chinese